# Stampede (Hellyeah)
Stampede è il secondo album del gruppo heavy metal statunitense Hellyeah. Il disco, registrato nel 2009, è stato pubblicato il 13 luglio 2010 dalla Epic Records.

## Tracce
1. Cowboy Way – 3:45
2. The Debt That All Men Pay – 3:09
3. Hell of a Time – 3:40
4. Stampede – 3:07
5. Better Man – 4:31
6. It's On! – 3:44
7. Pole Rider – 3:21
8. Cold as a Stone – 3:28
9. Stand or Walk Away – 4:49
10. Alive and Well – 3:17
11. Order the Sun – 4:23

## Formazione
- Chad Gray - voce
- Greg Tribbett - chitarra
- Tom Maxwell - chitarra
- Bob Zilla - basso
- Vinnie Paul - batteria

## Classifiche
| Classifica                   | Posizione massima |
| ---------------------------- | ----------------- |
| Billboard 200                | 8                 |
| Canadian albums              | 24                |
| Billboard Digital Albums     | 15                |
| Billboard Hard Rock Albums   | 2                 |
| Billboard Top Rock Albums    | 3                 |
| Billboard Tastemakers Albums | 9                 |